# Global Medical Aid
Global Medical Aid (дословно — «Глобальная медицинская помощь») — датская гуманитарная неправительственная благотворительная организация, основанная в 2010 году Гансом-Фредериком Диденсборгом, адвокатом Верховного суда Дании, который в 2012 году был номинирован датской газетой Jyllands-Posten на звание Героя года. Все члены GMA работают на общественных началах.
Цель GMA — пожертвовать непросроченные лекарства и функциональное больничное оборудование, собранное у фармацевтических корпораций, больниц и медицинских компаний, развивающимся странам на благо их бедных пациентов. Следовательно, GMA сотрудничает с министерствами здравоохранения, возможно, с международными организациями.

## Характеристика
Никакое пожертвование не будет сделано, если только медицинский представитель не заявит, что пожертвованное лекарство, скорее всего, может быть использовано до истечения срока годности, и что получатель может использовать, обслуживать и ремонтировать оборудование.
GMA финансируется только за счёт частных грантов и средств, включая покрытие некоторых расходов получателей, бесплатную транспортировку от логистических фирм или другие бесплатные услуги. Maersk Line, Королевские ВВС Дании, Фонд ООН в области народонаселения (UNFPA) и Beredskabsforbundet сотрудничали с GMA.
К августу 2017 года GMA передала лекарства и больничное оборудование на сумму более 22 миллионов долларов США в 13 стран, таких как Афганистан, Бенин, Буркина-Фасо, Непал, Северная Македония, Шри-Ланка, Украина.

## Афганистан
В период с 2010 по 2013 год 5 партий на сумму 439 000 долларов США были отправлены в провинцию Гильменд. Поставки были завершены с помощью Министерства обороны Дании, которое упаковало лекарства и оборудование, в то время как Королевские ВВС Дании отправили товары по воздуху в провинцию Гильменд.

## Бенин
В период с 2012 по 2014 год девятнадцать партий на сумму 4 343 000 долларов США были отправлены в Министерство здравоохранения и военные госпитали Бенина. Maersk Line взяла на себя расходы по перевозке 700 больничных коек в четырнадцати контейнерах. Бывший президент Бенина Томас Бони Яйи поблагодарил Global Medical Aid за их участие в улучшении системы здравоохранения Бенина посредством пожертвований. Датский доктор медицинских наук Йеспер Сильвест написал отчёт о работе Global Medical Aid в Бенине. Доклад был представлен Комитету по иностранным делам датского парламента. В отчёте указывалось, что сотрудничество с местной неправительственной организацией является фундаментальным ключом к тому, чтобы больничное оборудование было размещено в надлежащих помещениях, чтобы оно использовалось сотрудниками больницы, а обслуживание оборудования было облегчено. Доклад был передан Президенту Томасу Бони Яйи во время аудиенции.

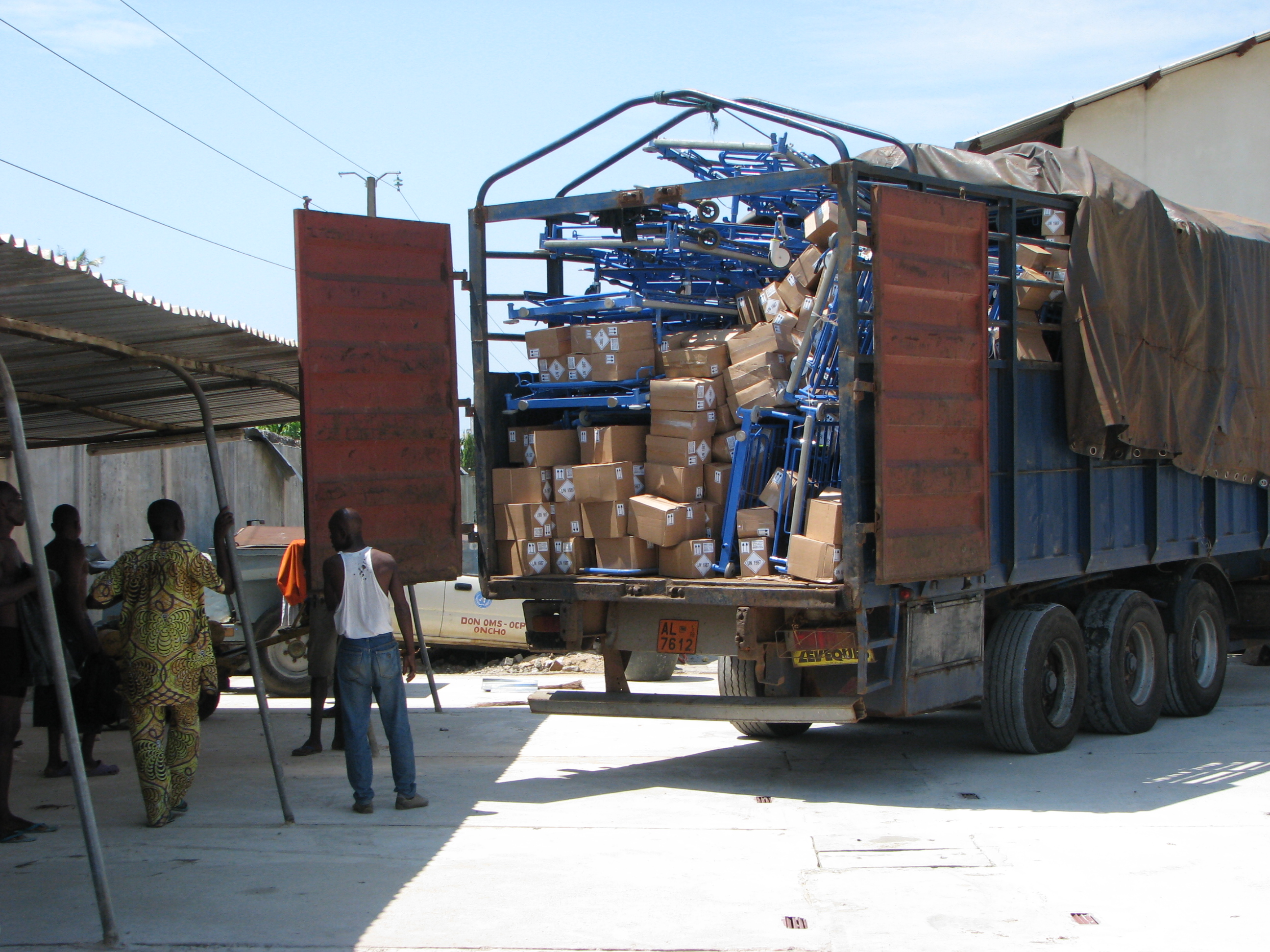
Прибытие коек

## Буркина-Фасо
В период с 2010 по 2013 год одиннадцать партий на сумму 6 200 000 долларов США были отправлены в Министерство здравоохранения Буркина-Фасо и университетскую больницу.

## Непал
В период с 2010 по 2012 год тринадцать поставок на сумму 1 484 000 долларов США были отправлены Министерству здравоохранения Непала и международной организации.

## Северная Македония
В период с 2012 по 2013 год 2 поставки на сумму 127 000 долларов США отправлены в региональную больницу в Гостиваре, Северная Македония.

## Шри-Ланка
В период с 2010 по 2013 год 14 поставок на сумму 2 218 000 долларов США отправлены в Министерство здравоохранения, Северную и Восточную провинции.

## Украина
В период с 2014 по 2017 год двадцать пять поставок на сумму около 5 500 000 долларов США было отправлено в Министерство здравоохранения, военные госпитали и частные организации. Global Medical Aid также передала Украине шесть машин скорой помощи, в том числе четыре машины скорой помощи для украинских десантников на востоке Украины. Кроме того, GMA пожертвовала 8000 препаратов для лечения антибиотиками и 10 000 комплектов больничной формы вместе с другим больничным оборудованием, таким как кровати и операционные столы. В 2017 году GMA в сотрудничестве с Vingmed A/S и UNFPA передала в дар Департаменту общественного здравоохранения Министерства здравоохранения Украины 8 отремонтированных аппаратов для фракционирования крови и 65 отремонтированных миксеров для забора крови. Во время церемонии передачи президент Диденсборг получил похвалу от Богдана Пидвербецкого из ЮНФПА-Украина и Людмилы Заневской из Киевского центра крови.